# L42A1
L42A1 — це нарізна снайперська гвинтівка під патрон НАТО калібру 7,62×51 мм. L42A1 використовувався в минулому британською армією, Королівською морською піхотою та Королівським ВПС Королівським полком ВВС, надійшов на озброєння в 1970 році Його замінив Accuracy International AW (як L96A1) у 1985 році
L42A1 використовувався в кількох конфліктах, включаючи повстання Дофара в Омані, смуту в Північній Ірландії, Фолклендську війну і війну в Перській затоці. .
L42A1 була останньою моделлю в довгій лінійці затворних гвинтівок, які використовували механізм заднього замикання, розроблений Джеймсом Перісом Лі для британської армії. Ця конструкція вперше з'явилася в гвинтівці Лі-Метфорда 1888 року

## Деталі дизайну
L42A1 був переробленим калібром 7,62×51 мм НАТО часів Другої світової війни .303 британської гвинтівки Лі-Енфілда № 4 Mk1(T) і № 4 Mk1*(T), яка залишалася на озброєнні деякий час після У 1957 році самозарядна гвинтівка НАТО L1A1 калібру 7,62×51 мм замінила гвинтівку No.4 як стандартну службову гвинтівку Він відрізнявся від інших післявоєнних варіантів на базі № 4 тим, що спусковий гачок залишався шарнірно закріпленим на спусковій скобі, як на № 4 Mk1 і 1*, а не підвішувався до ствольної коробки, як у пізніших № 4 Mk 2, Mk 1. /2 і Mk 1/3 .303 британські гвинтівки та інші 7,62×51 мм перероблені НАТО.
Програма конверсії виконувалася на Королівському заводі стрілецької зброї в Енфілді з 1970 по 1971 роки, і було переобладнано близько 1080 гвинтівок. Було встановлено новий важкий ствол НАТО калібру 7,62 × 51 мм із ковкою з чотирма канавками, що обертаються праворуч, замість лівих нарізів Enfield із п'ятьма канавками, які використовуються в британських стволах калібру .303. Більш важкий ствол був вільно плаваючим, що означало, що необхідного стандарту точності можна було досягти без опори ствола на дерев'яне цівку, як це було у випадку з No.4 MkI(T). Тому дерев'яну конструкцію було модифіковано шляхом скорочення цівка до 1/2 дюйма перед середньою смугою, а також було встановлено новий дизайн для верхньої цівки.
Силовий телескопічний приціл № 32 3,5 був відремонтований, а компенсація падіння кулі на барабані підйому модифікована для балістичних характеристик патрона НАТО 7,62×51 мм у 50 м (55 ярд) збільшується до 1 000 м (1 094 ярд). Модифікована версія була перейменована в «Телескоп прямого візування, L1A1».
Додано новий магазин під патрон 7,62×51 мм НАТО; його можна впізнати за більш квадратною формою порівняно з .303 британською версією. Загартований виступ лівої кромки магазина служить ежектором, хоча гвинт виштовхувача .303 British залишився на місці. Приклад із прикрученою вилицею був збережений, однак номер прицілу на зап'ясті приклада було стерто з «X»-виходами, і застосовано нові номери. З лівого боку ствольної коробки стерто маркування та нанесено нове маркування, що відображає позначення та патронник нової рушниці. Оригінальне маркування іноді частково видно знизу.
Для L42A1 було виготовлено новий більший транспортний кейс.

## Різновиди
L39A1
Варіант стрільби по мішенях, що випускається для повноствольних військових команд. Він був схожий на L42A1, за винятком того, що замість телескопічного прицілу він був оснащений тунельною передньою мішенню Parker-Hale і ціликом з мікрометричним регулюванням, а приклад не мав снайперської вилиці. Гвинтівки постачалися без прицільних пристосувань, якими повинні були бути оснащені частини, яким вони видавалися. На деяких гвинтівках можна побачити модернізовану вигнуту пістолетну рукоятку, подібну до приклада гвинтівки No.8 .22. Оскільки заряджання магазина не було потрібним, L39A1 у випуску мав британський магазин калібру .303, тримач якого служив платформою для заряджання для використання одиночними пострілами, хоча магазини НАТО 7,62×51 мм також були встановлені, оскільки ствольна коробка розроблена для їх прийому.. Стовбур був таким же кованим із молотка, важким 7,62 × 51 мм у версії НАТО, встановленій на L42A1, з мушкою типу Parker-Hale.
№ 4 7,62 мм КОНВЩо стосується L39A1, то гвинтівки стандартно поставлялися з заводу з прицілом Parker-Hale 5c, прикладом № 8 і магазином 7,62×51 мм. Ці гвинтівки мають той самий діапазон серійних номерів, що й гвинтівки L39A1, 1183 (обидва типи плюс передсерійні експериментальні типи разом). Ці гвинтівки в основному надсилалися до Армійської стрілецької асоціації та були доступні для закупівлі військовими частинами.
Enfield EnforcerСпеціальний поліцейський снайперський варіант, який використовувався різними підрозділами британської поліції з початку 1970-х років. Він був схожий на L39A1, з комерційним прикладом у стилі «Монте-Карло» з напівпістолетною рукояткою та вбудованою щокою. Він був забезпечений високоякісним оптичним прицілом Pecar Berlin виробництва Східної Німеччини. Кріплення телескопа були комерційного зразка; вони не були схожі на гвинтові кріплення No.4 Mk1(T), що використовуються на L42A1. Приціли, подібні до тих, що використовуються на L39A1, також можуть бути встановлені на Enforcer. Було встановлено магазин НАТО 7,62 × 51 мм, виготовлено 767 штук.
Enfield EnvoyПодібний до L39A1, але випускався з вищим стандартом зовнішньої обробки для продажу на цивільному ринку. Він мав цівку ширшого поперечного перерізу такої ж форми, що й No.8, і постачався прикладом у стилі No.8.

## Користувачі
Військові користувачі;
- United Kingdom: British Army, Royal Marines, and RAF Regiment — Enfield L42A1.[3][12]

Користувачі поліції;
- United Kingdom: British police forces — Enforcer (Police version).

Недержавні військові користувачі
- Lebanese Forces: Enfield L42A1 and Enforcer rifles.[13]